# 체코슬로바키아 코루나

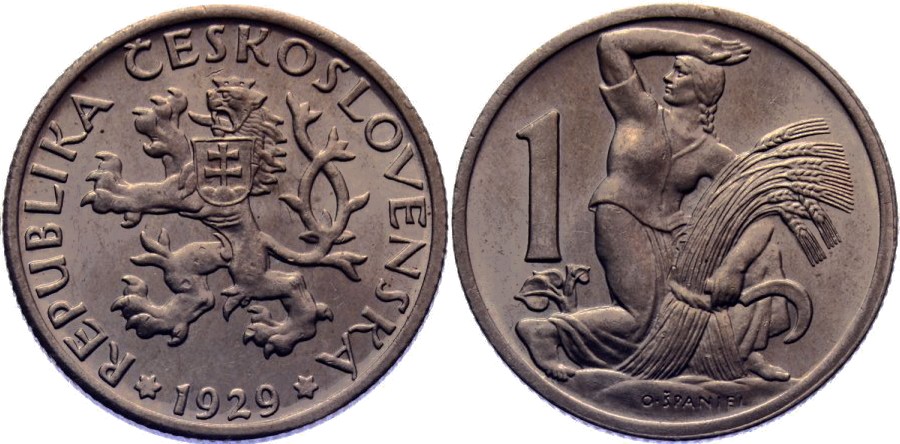

체코슬로바키아 코루나(체코어, 슬로바키아어: koruna československá)는 1919년 4월 10일부터 1939년 3월 14일까지 그리고 1945년 11월 1일부터 1993년 2월 7일까지 통용된 체코슬로바키아의 통화로 1 코루나는 100 할레루(체코어: haléřů, 단수형: haléř) 또는 할리에로프(슬로바키아어: halierov, 단수형: halier)로 나뉜다.
체코슬로바키아 코루나는 1993년 2월 8일에 체코 코루나와 슬로바키아 코루나로 대체되었다.

## 같이 보기
- 체코 코루나
- 슬로바키아 코루나